# السراحين
السراحين قرية سعودية، تتبع لمحافظة الطائف التابعة لإمارة منطقة مكة المكرمة.

## القرية
تبعد القرية عن محافظة الطائف حوالي 47 كيلو متر بإتجاه الجنوب، نوع الطريق أسفلت بحوالي 40 كم وطريق سهل بحوالي 7 كم. أقرب مدينة أو قرية بها مركز وخدمات صحية هو الريع الذي يبعد عن القرية 7 كم. خدمات التعليم: يوجد في القرية مدرسة عبد الله بن حنظله الابتدائية بنين، ومدرسة السراحين الابتدائية بنات. الخدمات العامة: خدمة بريد وبث تلفزيوني